# Solenozophyllum multifidum
Solenozophyllum multifidum är en mångfotingart som beskrevs av Carl Graf Attems 1953. Solenozophyllum multifidum ingår i släktet Solenozophyllum och familjen Odontopygidae. Inga underarter finns listade i Catalogue of Life.